# Eleccions a l'Assemblea de Madrid de 1995
Les eleccions a l'Assemblea de Madrid de 1995 van tindre lloc el 28 de maig de dit any. Es van elegir 103 diputats.

## Resultats
Vots i escons per candidatura.
| Llista                                            | Vots      | %                     | Escons                |
| ------------------------------------------------- | --------- | --------------------- | --------------------- |
| Partit Popular (PP)                               | 1.476.442 | 50,98                 | 54                    |
| Partit Socialista Obrer Espanyol (PSOE)           | 860.726   | 29,72                 | 32                    |
| Esquerra Unida (IU)                               | 464.167   | 16,03                 | 17                    |
| Els Verds-Grup Verd (LV-GV)                       | 21.239    | 0,73                  | 0                     |
| Els Verts Alternatius (LVA)                       | 10.638    | 0,37                  | 0                     |
| Federació Plataforma Independents d'Espanya (PIE) | 5.368     | 0,19                  | 0                     |
| Partit Regional Independent Madrileny (PRIM)      | 3.136     | 0,11                  | 0                     |
| Extremadura Unida (EU)                            | 2.379     | 0,08                  | 0                     |
| Unitat Ciutadana (UC)                             | 2.086     | 0,07                  | 0                     |
| Partit Obrer Revolucionari (POR)                  | 2.066     | 0,07                  | 0                     |
| Partit Comunista dels Pobles d'Espanya (PCPE)     | 2.053     | 0,07                  | 0                     |
| Falange Espanyola de las JONS (FE JONS)           | 1.853     | 0,06                  | 0                     |
| Plataforma Humanista (PH)                         | 1.834     | 0,06                  | 0                     |
| Unitat Regional Independent (URI)                 | 1.636     | 0,06                  | 0                     |
| Falange Espanyola Independent (FEI)               | 1.060     | 0,04                  | 0                     |
| Nou Partit Socialista (NPS)                       | 731       | 0,03                  | 0                     |
| Vots en blanc                                     | 38.763    | 1,34                  | n/a                   |
| Vots vàlids                                       | 2.896.177 | 100,00                | 103                   |
| Vots nuls                                         | 10.964    | Participació: 70,39 % | Participació: 70,39 % |
| Votants                                           | 2.907.141 | Participació: 70,39 % | Participació: 70,39 % |
| Electors                                          | 4.129.852 | Participació: 70,39 % | Participació: 70,39 % |

## Diputats escollits
Relació de diputats proclamats electes.
| #   | Name                                      | List | List  |
| --- | ----------------------------------------- | ---- | ----- |
| 1   | Alberto Ruiz-Gallardón Jiménez            |      | PP    |
| 2   | Joaquín Leguina Herrán                    |      | PSOE  |
| 3   | Rosa María Posada Chapado                 |      | PP    |
| 4   | Pío García-Escudero Márquez               |      | PP    |
| 5   | Ángel Pérez Martínez                      |      | IU-CM |
| 6   | Jaime Lissavetzky Díez                    |      | PSOE  |
| 7   | Antonio Germán Beteta Barreda             |      | PP    |
| 8   | Jesús Pedroche Nieto                      |      | PP    |
| 9   | Francisco Cabaco López                    |      | PSOE  |
| 10  | Juan Van-Halen Acedo                      |      | PP    |
| 11  | Virginia Díaz Sanz                        |      | IU-CM |
| 12  | Dolores García-Hierro Caraballo           |      | PSOE  |
| 13  | Manuel Cobo Vega                          |      | PP    |
| 14  | María del Carmen Álvarez Arenas Cisneros  |      | PP    |
| 15  | Jorge Gómez Moreno                        |      | PSOE  |
| 16  | Pedro Luis Calvo y Poch                   |      | PP    |
| 17  | Adolfo de Luxán Meléndez                  |      | IU-CM |
| 18  | María Teresa de Lara Carbó                |      | PP    |
| 19  | Pedro Feliciano Sabando Suárez            |      | PSOE  |
| 20  | Pedro Núñez Morgades                      |      | PP    |
| 21  | Luis María Huete Morillo                  |      | PP    |
| 22  | Alejandro Lucas Fernández Martín          |      | PSOE  |
| 23  | María Luisa Sánchez Peral                 |      | IU-CM |
| 24  | José López López                          |      | PP    |
| 25  | María Helena Almazán Vicario              |      | PSOE  |
| 26  | José Martín Crespo Díaz                   |      | PP    |
| 27  | Francisco Javier Rodríguez Rodríguez      |      | PP    |
| 28  | Carmen Ferrero Torres                     |      | PSOE  |
| 29  | Mariano Gamo Sánchez                      |      | IU-CM |
| 30  | Cristina Cifuentes Cuencas                |      | PP    |
| 31  | Carlos María Mayor Oreja                  |      | PP    |
| 32  | Juan Antonio Barrios de Penagos           |      | PSOE  |
| 33  | Ismael Bardisa Jordá                      |      | PP    |
| 34  | Juan Antonio Ruiz Castillo                |      | PSOE  |
| 35  | Tomás Pedro Burgos Beteta                 |      | PP    |
| 36  | Juan Ramón Sanz Arranz                    |      | IU-CM |
| 37  | Sandra Sue Myers Brown                    |      | PP    |
| 38  | Ramón Espinar Gallego                     |      | PSOE  |
| 39  | José Antonio Bermúdez de Castro Fernández |      | PP    |
| 40  | Luis Manuel Partida Brunete               |      | PP    |
| 41  | Adolfo Gilaberte Fernández                |      | IU-CM |
| 42  | Virgilio Cano de Lope                     |      | PSOE  |
| 43  | José María Román Ugarte                   |      | PP    |
| 44  | Fermín Lucas Giménez                      |      | PP    |
| 45  | Adolfo Piñedo Simal                       |      | PSOE  |
| 46  | María Teresa García-Siso Pardo            |      | PP    |
| 47  | Juan Antonio Candil Martín                |      | PP    |
| 48  | Ginés Meléndez González                   |      | PSOE  |
| 49  | José María de Federico Corral             |      | PP    |
| 50  | Roberto Sanz Pinacho                      |      | PP    |
| 51  | Eulalia García Sánchez                    |      | PSOE  |
| 52  | Cándida O'Shea Suárez Inclán              |      | PP    |
| 53  | Miguel Ángel Bilbatúa Pérez               |      | IU-CM |
| 54  | Juan Soler-Espiauba Gallo                 |      | PP    |
| 55  | Elena Vázquez Menéndez                    |      | PSOE  |
| 56  | Fernando Utande Martínez                  |      | PP    |
| 57  | Fernando Abad Bécquer                     |      | PSOE  |
| 58  | Juan Andrés Naranjo Escobar               |      | PP    |
| 59  | Marina María González Izquierdo           |      | IU-CM |
| 60  | Pedro Argüelles Salaverría                |      | PP    |
| 61  | Antonio Chazarra Montiel                  |      | PSOE  |
| 62  | Pilar Busó Borús                          |      | PP    |
| 63  | Luis Ángel Gutiérrez-Vierna Espada        |      | PP    |
| 64  | Miryam Álvarez Páez                       |      | PSOE  |
| 65  | Julio Setién Martínez                     |      | IU-CM |
| 66  | Victorino Ramón Rosón Ferreiro            |      | PP    |
| 67  | Jesús Adriano Valverde Bocanegra          |      | PP    |
| 68  | Agapito Ramos Cuenca                      |      | PSOE  |
| 69  | Alejandro Sanz Peinado                    |      | PP    |
| 70  | Modesto Nolla Estrada                     |      | PSOE  |
| 71  | Blanca Nieves de la Cierva de Hoces       |      | PP    |
| 72  | José Nieto Cicuéndez                      |      | IU-CM |
| 73  | José Luis Álvarez de Francisco            |      | PP    |
| 74  | Luis Miguel Maza Alcázar                  |      | PSOE  |
| 75  | Paloma Fernández-Fontecha Torres          |      | PP    |
| 76  | María Gador Ongil Cores                   |      | PP    |
| 77  | Armando García Martínez                   |      | PSOE  |
| 78  | Luis Miguel Sánchez Seseña                |      | IU-CM |
| 79  | Jorge Tapia Sáez                          |      | PP    |
| 80  | María Luz Martín Barrios                  |      | PSOE  |
| 81  | Tomás Casado González                     |      | PP    |
| 82  | Francisco Javier Espadas López-Terradas   |      | PP    |
| 83  | Jaime Ramón Ruiz Reig                     |      | IU-CM |
| 84  | José Manuel Franco Pardo                  |      | PSOE  |
| 85  | José Luis Moreno Casas                    |      | PP    |
| 86  | Esteban Parro del Prado                   |      | PP    |
| 87  | Jesús Zúñiga Pérez-Lemaur                 |      | PSOE  |
| 88  | Manuel Troitiño Pelaz                     |      | PP    |
| 89  | Carlos Paíno Capón                        |      | IU-CM |
| 90  | María Esther García Romero-Nieva          |      | PP    |
| 91  | Margarita Alba García                     |      | PSOE  |
| 92  | Luis del Olmo Flórez                      |      | PP    |
| 93  | María Isabel López Navarro                |      | PSOE  |
| 94  | Paloma García Romero                      |      | PP    |
| 95  | Luisa María Teresa Biehn Cañedo           |      | IU-CM |
| 96  | Sonsoles Trinidad Aboín Aboín             |      | PP    |
| 97  | Saturnino Zapata Llerena                  |      | PSOE  |
| 98  | Miguel Ángel Villanueva González          |      | PP    |
| 99  | Pedro Muñoz Abrines                       |      | PP    |
| 100 | Javier Ledesma Bartret                    |      | PSOE  |
| 101 | Benjamín Martín Vasco                     |      | PP    |
| 102 | Julio Misiego Gascón                      |      | IU-CM |
| 103 | Henar Corbi Murgui                        |      | PSOE  |